# Zootaxa
Zootaxa és una mega revista científica revisada per taxonomistes d'animals. Es publica a través de l'editorial Magnolia Press (Auckland, Nova Zelanda). La revista va ser creada per Zhi-Qiang Zhang el 2001 i es publiquen nous números diverses vegades a la setmana. Entre el 2001 i el 2020 s’han descrit a la revista més de 60.000 espècies noves, que representen un 25% de tots els nous tàxons indexats a The Zoological Record en els darrers anys. Hi ha disponibles dues versions: impresa i en línia.

## Suspensió temporal de JCR
La revista presentava alts nivells d'autocitació i el seu factor d'impacte el 2019, es va suspendre dels Journal Citation Reports el 2020, una sanció que va afectar 34 revistes. El biòleg Ross Mounce va assenyalar que alts nivells d’autocitació poden ser inevitables per a una revista que publica una gran part de la classificació d’espècies noves. Més tard, aquell mateix any, es va invertir aquesta decisió i es va admetre que els nivells d’autocitació són adequats tenint en compte la gran proporció de treballs publicats pel seu camp per Zootaxa.